# Bocșița, Sălaj
Bocșița (în maghiară Magyarbaksa) este un sat în comuna Hereclean din județul Sălaj, Transilvania, România. Se află în partea central-nordică a județului Sălaj.

## Istoric
Localitatea Bocșița a fost atestată documentar pentru prima oară în anul 1349, sub numele de Baxa. Alte atestări documentare au fost făcute în anii 1450 (Also Baxa, Bakcha), 1635 (Puszta Baksa), 1750 (Kis Boca), 1760-1762 (Magyar Baksa), 1850 (Boksitza), 1854 (Magyar-Baksa, Bocșița), 1900 (Bocșița).
Numele localității derivă din antroponimul Bocșa, de origine slavă. În anul 1635 locul este atestat ca depopulat (Puszta Baksa, adică „Bocșa Pustie”). Denumirea românească Bocșița poate indica „roirea” locuitorilor din vatra veche a satului Bocșa.